# Sans peur et sans reproche (film)
Pour les articles homonymes, voir Sans peur et sans reproche.
Pour plus de détails, voir Fiche technique et Distribution.
Sans peur et sans reproche est un film français sorti en 1988, de et avec Gérard Jugnot, ayant pour thème le chevalier Bayard.

## Synopsis
À la fin du XVe siècle, les armées du roi de France Charles VIII traversent l'Italie pour aller conquérir le royaume de Naples. Un des capitaines français, Bellabre est vaincu et ridiculisé dans un tournoi de parade par un jeune inconnu, Pierre Terrail. Le chevalier au crochet le prend alors sous sa coupe, afin de se venger en lui faisant connaître la dure réalité de la guerre. Mais très rapidement le vieillissant Bellabre est éclipsé par les prouesses du jeune guerrier qui décroche son adoubement. Bellabre décide alors de se dévouer à la gloire du chevalier Bayard, sans peur et sans reproche. Pourtant, celui-ci n'a qu'une ambition : s'élever au rang de noble pour vivre avec la belle Blanche de Savoie, un amour simple et entier.

## Fiche technique
- Titre : Sans peur et sans reproche
- Réalisation : Gérard Jugnot
- Scénario : Christian Biegalski, Gérard Jugnot et Jean-Bernard Pouy
- Sociétés de production : TF1 Films Production, Arturo Productions et Soficas
- Producteur exécutif : Jean-Claude Fleury
- Sociétés de distribution : AMLF & TF1 Vidéo
- Musique : Yves de Bujadoux
- Directeur de la photographie : Gérard de Battista
- Costumes : Christine Guégan
- Box-office France : 416 004 entrées
- Pays :  France
- Genre : comédie et historique
- Durée : 94 minutes
- Année : 14 décembre 1988

## Distribution
- Gérard Darmon : Jacques de Mailles, le scribe
- Rémi Martin : le jeune Pierre Terrail de Bayard
- Gérard Jugnot : chevalier de Bellabre
- Patrick Timsit : le roi de France Charles VIII
- Martin Lamotte : le roi de France Louis XII
- Roland Giraud : Alonzo de Soto Mayor, noble espagnol
- Victoria Abril : Jeanne
- Alain Doutey : chevalier d'Urfé
- Bruno Carette : frère Grégoire
- Ann-Gisel Glass : Blanche de Savoie
- Michel Blanc : le chirurgien italien
- Josiane Balasko : une servante
- Ticky Holgado : Mignard de Parthode, suivant de Bellabre, inventeur et chirurgien
- Anémone : Rose
- Gérard Klein : chevalier de Fougas
- Romain Bouteille : François de Paule
- Carole Brenner : Bernardine
- Jean-Louis Foulquier : Louis d'Ars
- António Assunção :
- Jacques Delaporte : L'opéré
- Rui Luís :
- Rui Mendes :
- Alexandra Muller Pimentel :
- Luís Pinhão :